# Canó basculant

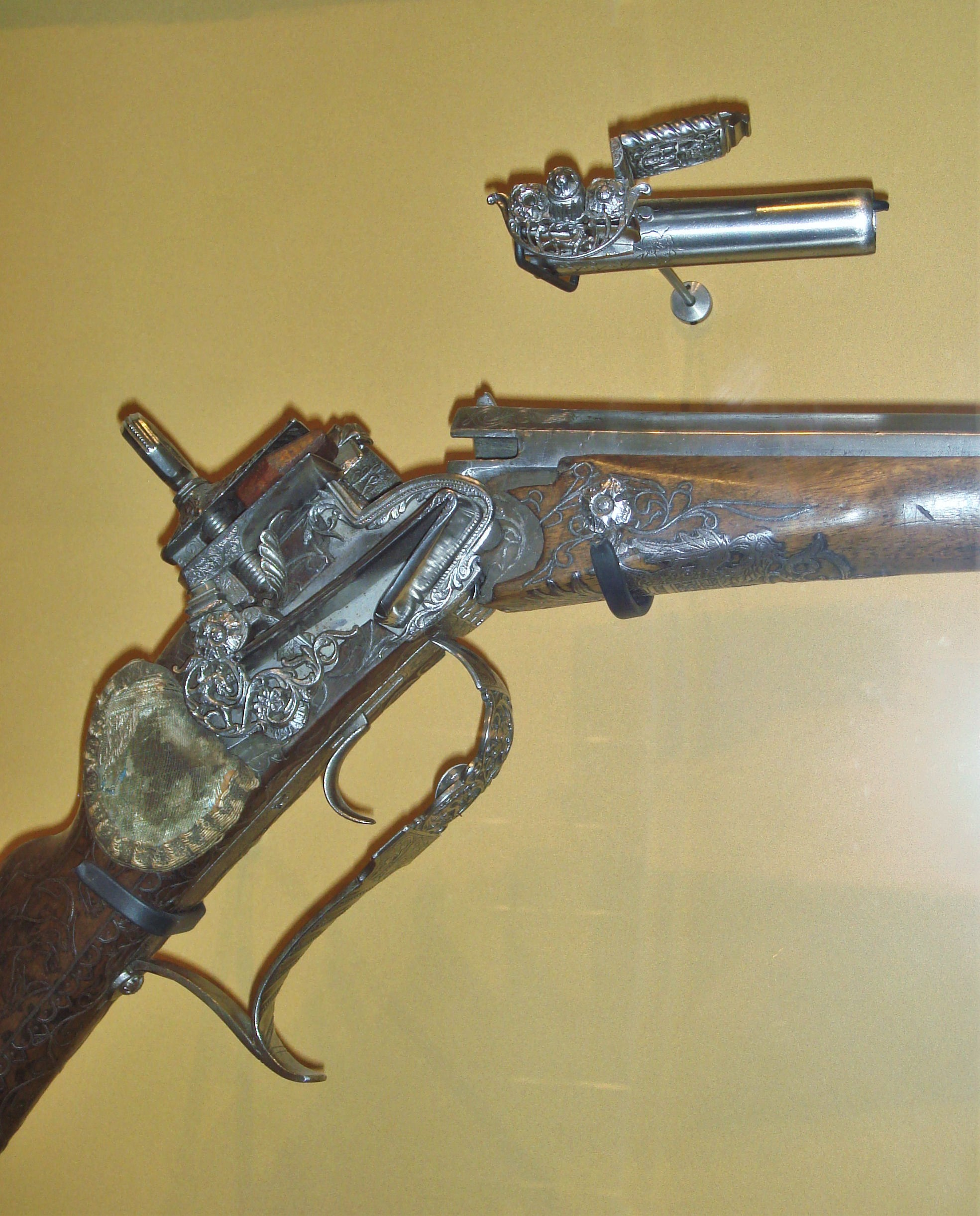
Canó basculant d'un mosquet de retrocàrrega de Felip V d'Espanya (detall).

El canó basculant és un tipus d'acció d'arma de foc, on el canó o els canons tenen una frontissa i giren perpendicularment al seu eix per exposar la recambra i permetre la càrrega i descarrega dels cartutxos. Pot necessitar-se una operació per parar l'arma i disparar el nou cartutx. Hi ha molts tipus d'armes amb canó basculant; els canons basculants són comuns en escopetes de dos canons, fusells dobles i armes combinades, així com en fusells mono-tret, pistoles (especialment en les Derringer) i escopetes, emprant-se també en pistoles de bengales, llançagranades, armes d'aire comprimit i alguns revòlvers antics.

## Descripció
Un passador "robust"uneix les dues parts del fusell, escopeta o pistola; la caixa de mecanismes amb la culata i el guardamà amb el canó, que conté el cartutx que serà disparat. En alguns casos el passador pot retirar-se fàcilment, permetent que les dues porcions de l'arma siguin emmagatzemades de forma compacta i segura. En altres casos, la frontissa és un ganxo sobre un passador; deixant anar una reguarda auxiliar s'obtindrà el recorregut necessari del canó per desacoblar-lo.
Per tal de carregar l'arma, s'acciona una palanca que fa bascular el canó i deixa la recambra al descobert. S'insereix un cartutx a la recambra (dos en una escopeta de dos canons i de sis a vuit en un revòlver), es tanca el mecanisme i est queda fixat. Es para el martell i l'arma està llesta per poder disparar.
Després de disparar els cartutxos, s'acciona la palanca d'obertura i el canó bascula juntament amb el guardamà. Això acciona l'extractor, que ejecta el cartutx buit. L'arma està llesta per a ser recarregada.

## Avantatges

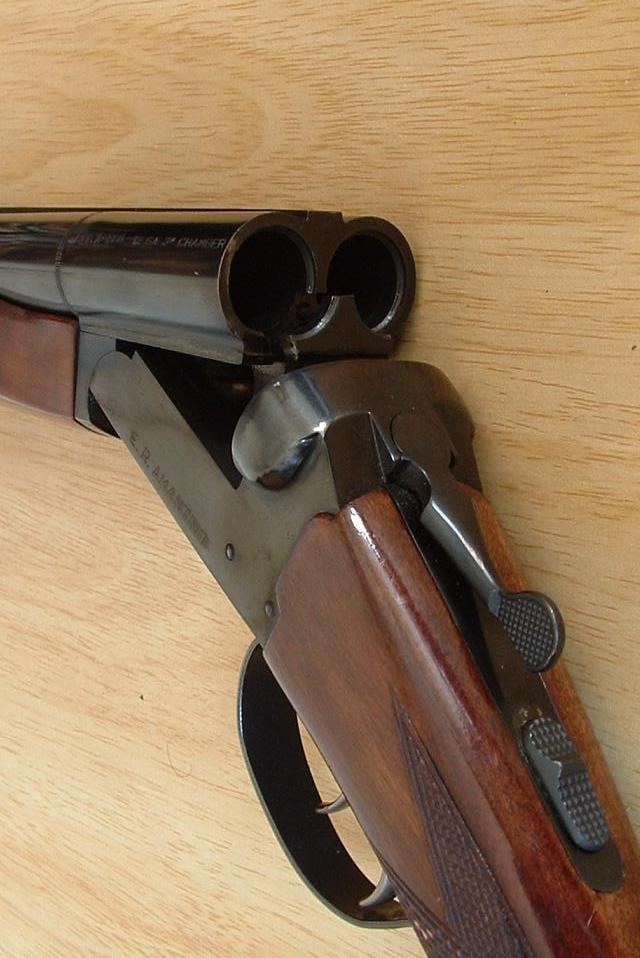
Vista del canó basculant d'una típica escopeta de dos canons, obert i amb l'extractor visible. També poden veure's la palanca d'obertura i el botó de l'assegurança.

El canó basculant és una de les accions d'armes de foc més compacta. Ja que no té peces interconnectades, és més curta que els dissenys de repetició i generalment més compacta que el forrellat llliscant i el forrellat pivotant. Això redueix el seu pes i grandària en comparació a altres accions, com també permet muntar un canó més llarg en una arma de la mateixa grandària.
Atès que l'extractor o ejector està incorporat en el conjunt del canó basculant, la cara del tancament és simplement una superfície plana amb un forat per permetre el pas del percussor. Això fa que els canons basculants siguin l'accionament ideal per a les armes amb canó intercanviable, tals com les pistoles Contendre i Encore de Thompson Center Arms. La senzillesa del disseny amb canó basculant, especialment aquells amb martells externs, també redueix el cost de fabricació. Hi ha diverses empreses, com la H & R Firearms, que produeixen fusells amb canó basculant a preus menors que els de un fusell de forrellat.
Mentre que la majoria d'armes són dissenyades per a tiradors destres, les armes amb canó basculant són ambidextres.
Un altre avantatge del canó basculant és la capacitat d'introduir cartutxos més llargs en la recambra. Això permet l'ocupació de cartutxos la longitud dels quals no seria pràctica en altres dissenys, així com facilitar l'ús d'adaptadors de calibre. És usual trobar adaptadors de calibre per a escopetes de dos canons, que els permeten disparar cartutxos de menor calibre i cartutxos de fusell, permetent que la mateixa arma dispari cartutxos del 10, del 28 i .410.

## Desavantatges
El canó basculant és més adequat per a armes de foc mono-tret. Per aconseguir múltiples trets es necessiten diversos canons o el tambor d'un revòlver; això és bastant senzill en les escopetes, sent bastant usuals les escopetes de dos canons i fins i tot hi ha disponibles models de quatre canons com la FAMARS Rombo, però els fusells dobles necessiten un alineament molt precís dels seus canons perquè puguin disparar a un mateix punt. Els fusells dobles moderns són molt cars i estan dissenyats per usar-se a curt abast; amb freqüència els seus canons estan ajustats per a distàncies d'abast inferiors a 91 m, per caçar animals perillosos.
El desgast del mecanisme se centra en la petita àrea de contacte de la reguarda, fent que la recambra es tanqui correctament amb dificultat una vegada que la reguarda s'ha desgastat. En algunes armes de foc, com les pistoles Thompson Center, la reguarda és una peça desmuntable que pot ser reemplaçada quan es desgasta. En els models sense una reguarda canviable, aquest pot ser arreglat reconstruint la peça desgastada reomplint-la mitjançant soldadura, per després llimar-la a la seva forma original.
Els canons basculants no són tan resistents com altres accions, només són capaços de suportar pressions relativament baixes. El canó basculant és usualment mantingut tancat per un únic monyó de tancament, generalment per la part de sota en una arma mono-tret, o entre els canons d'una arma de dos canons. El monyó de tancament ha de resistir tota la força generada pel tret del cartutx. En el cas de les escopetes, que operen amb pressions molt baixes, això no és un problema.
No obstant això, alguns cartutxos de fusell de percussió central poden generar pressions que serien massa grans per a un sol monyó de tancament, si és que aquest no és prou fort. La pistola Thompson Center Contender, per exemple, va ser limitada a disparar cartutxos amb la mateixa potència del .30-30 Winchester. Per poder disparar cartutxos més potents necessitaria un monyó de tancament molt més gran, com el que Thompson Center va usar en el model Encore. En comparació, mentre que les escopetes de forrellat poden emprar un sol monyó de bloqueig, gairebé tots els fusells de forrellat empren múltiples monyons de bloqueig al voltant del perímetre del forrellat per tal d'oferir una distribució uniforme de les forces del tret, atorgant una resistència intrínseca molt major. Ja que molts fusells de canó basculant, com els barats models de l'empresa H&R, són construïts a partir de grans armadures originalment destinades a les escopetes, la seva acció és molt pesada i capaç de suportar pressions mitjanes i altes. Així i tot, els cartutxos Magnum amb ressalt (com el .300 Winchester Magnum) solament són emprats en els fusells amb canó basculant de gamma alta.
Les armes amb canó basculant funcionen millor amb cartutxos amb pestanya, que poden extreure's mitjançant un extractor massís. Els cartutxos sense pestanya necessiten un extractor accionat per ressort, que es desplega per inserir un nou cartutx i es retreu per subjectar l'entalla situada sobre el culot. Aquests extractors accionats per ressort es troben fins i tot en els models de baix preu, aquest tipus d'extractor no és tan fort com un de massís, fet que incrementa les probabilitats de produir-se fallades en l'extracció.

## Armes amb canó basculant

### De retrocàrrega amb pany de miquelet
La imatge mostra un mosquet de retrocàrrega d'un canó amb pany de miquelet. El gallet és la peces amb forma de mordassa que es veu a la imatge. Per parar l'escopeta, l'usuari empeny el gallet enredera mitjançant l'anella al final del gallet, fins que queda parat, llavors retira el dit. A continuació, ja pot disparar. Quan l'usuari prem el disparador, el gallet s'allibera, accionat per una molla exterior que el manté en tensió i colpeja el rastell amb força suficient per causar la deflagració de la pólvora de la cassoleta que encén la càrrega de pólvora del canó. Aquest tipus de disseny amb pany de Miquelet ha existit des de les primeres escopetes, encara que eren d'avantcàrrega 

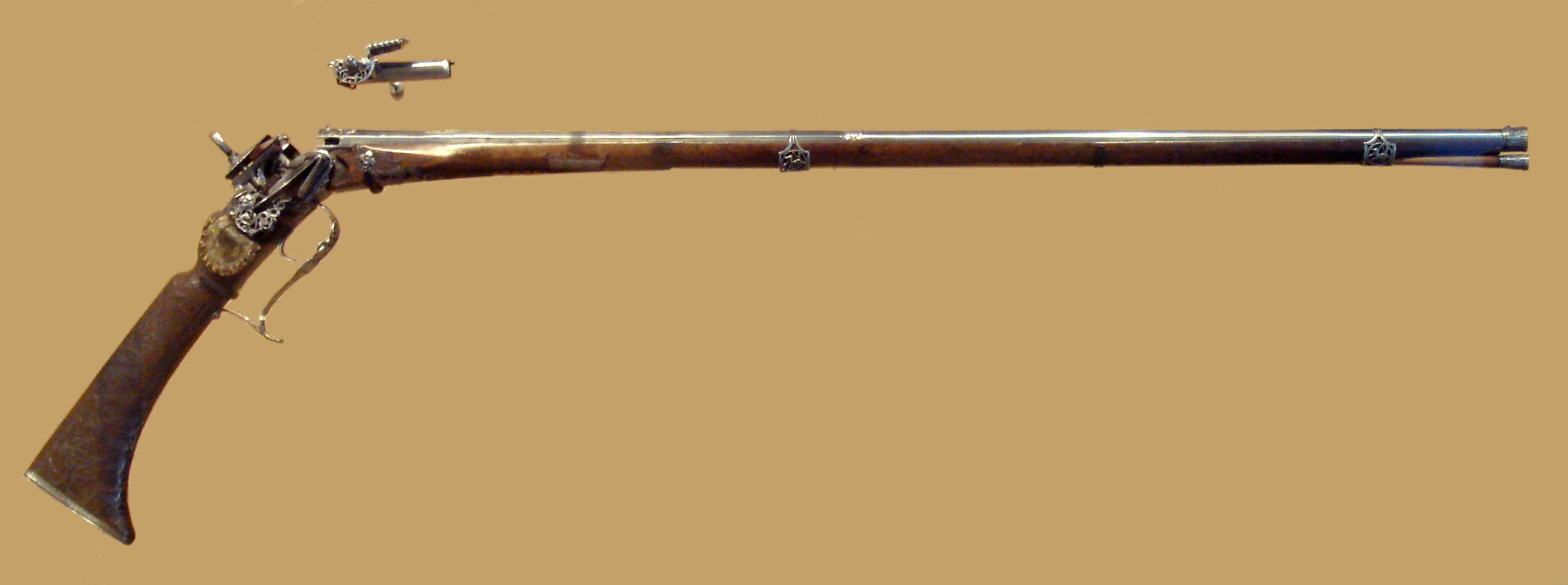

### De percussió central amb gallets
Les imatges mostren escopetes de cartutxos de percussió central de doble canó amb gallets. Els gallets són les dues peces amb forma de S que es veuen a la imatge. Per parar l'escopeta, l'usuari empeny els gallets enredera mitjançant el ganxo en forma de serp al final del gallet, fins que queden parats, llavors retira el dit. A continuació, ja pot disparar. Quan l'usuari prem un dels disparadors, s'allibera el gallet, accionat per una molla i colpeja el piu de percussió amb força suficient per causar la deflagració del fulminat dins del cartutx carregat al canó. 

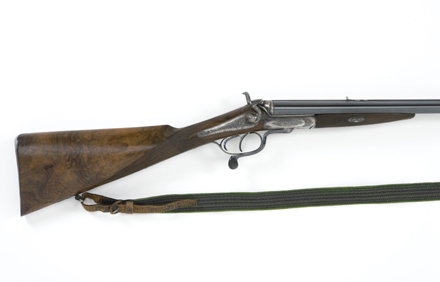
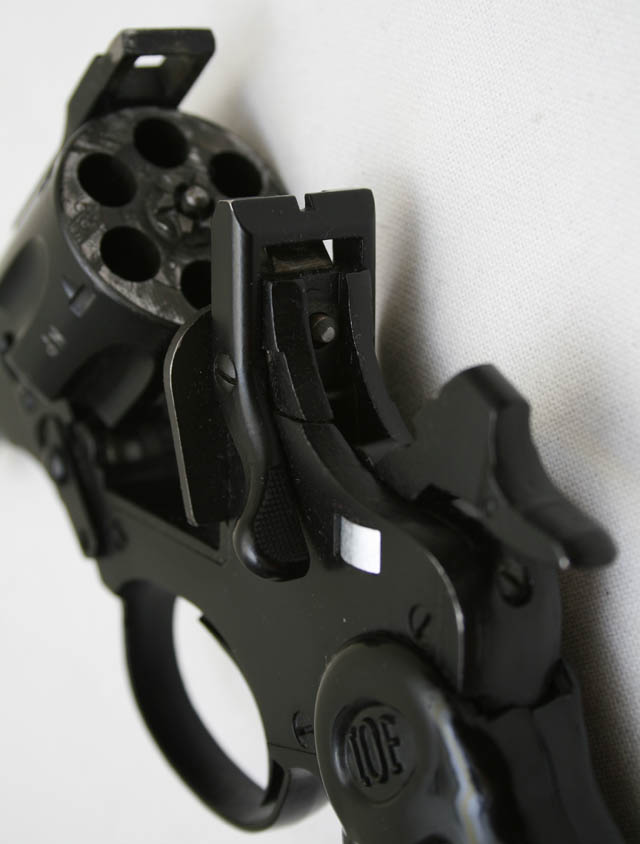

### De cartutxos Lefaucheux
Les imatges mostren escopetes de cartutxos Lefaucheux de doble canó amb gallets. :

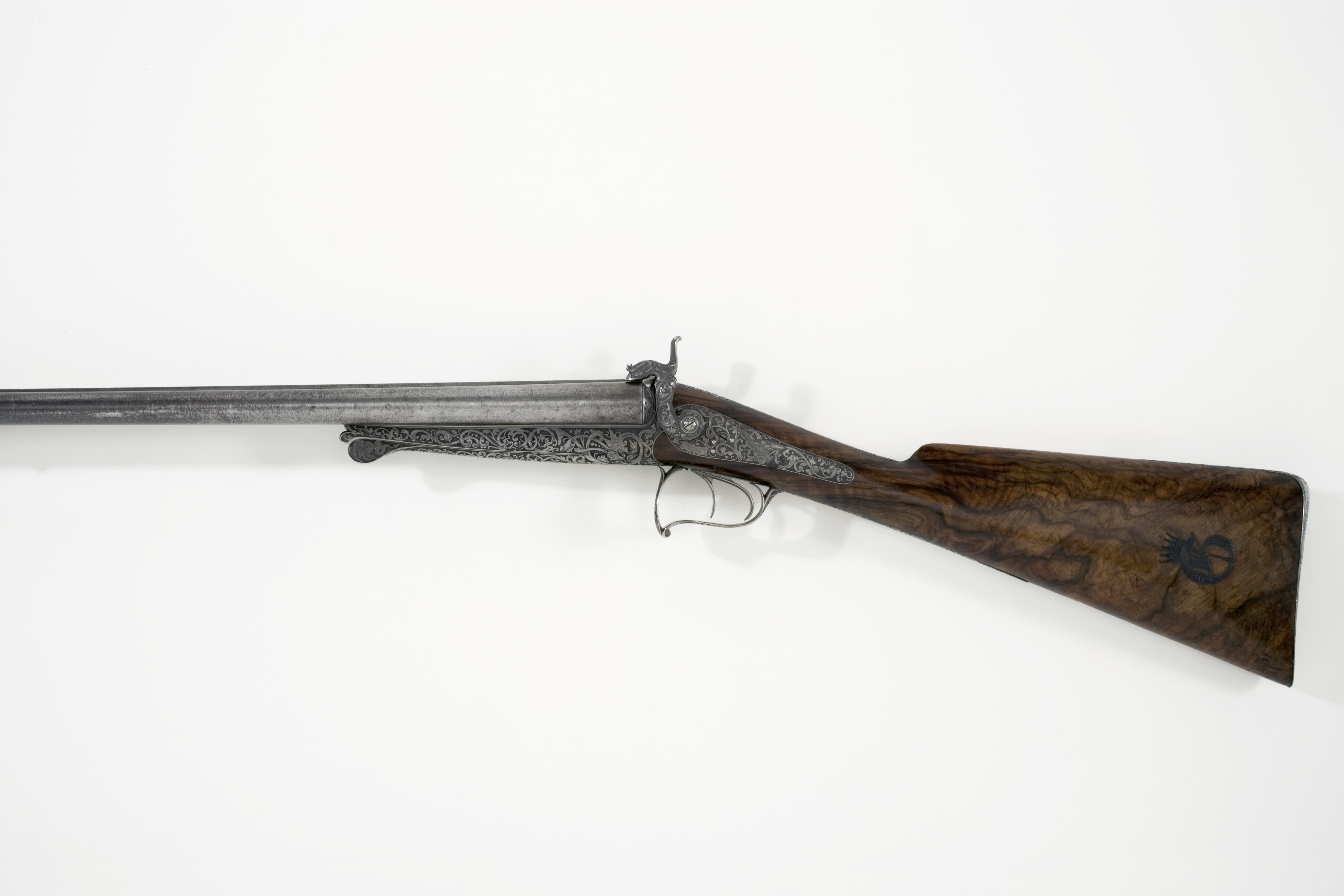
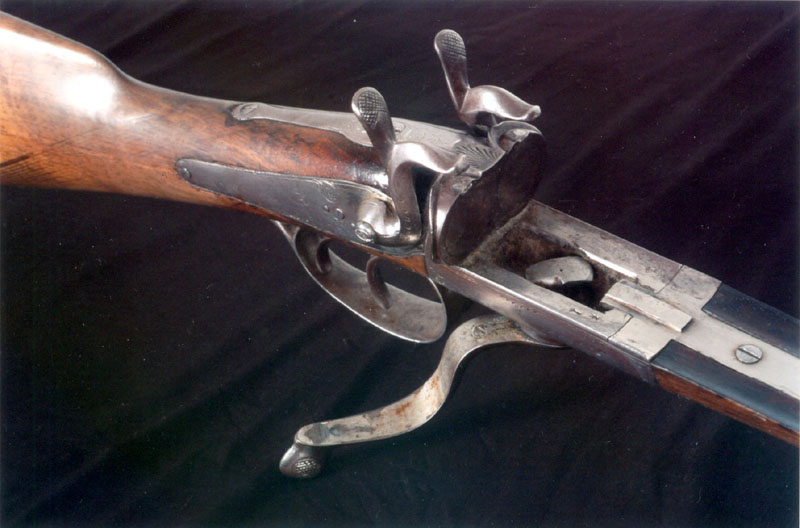
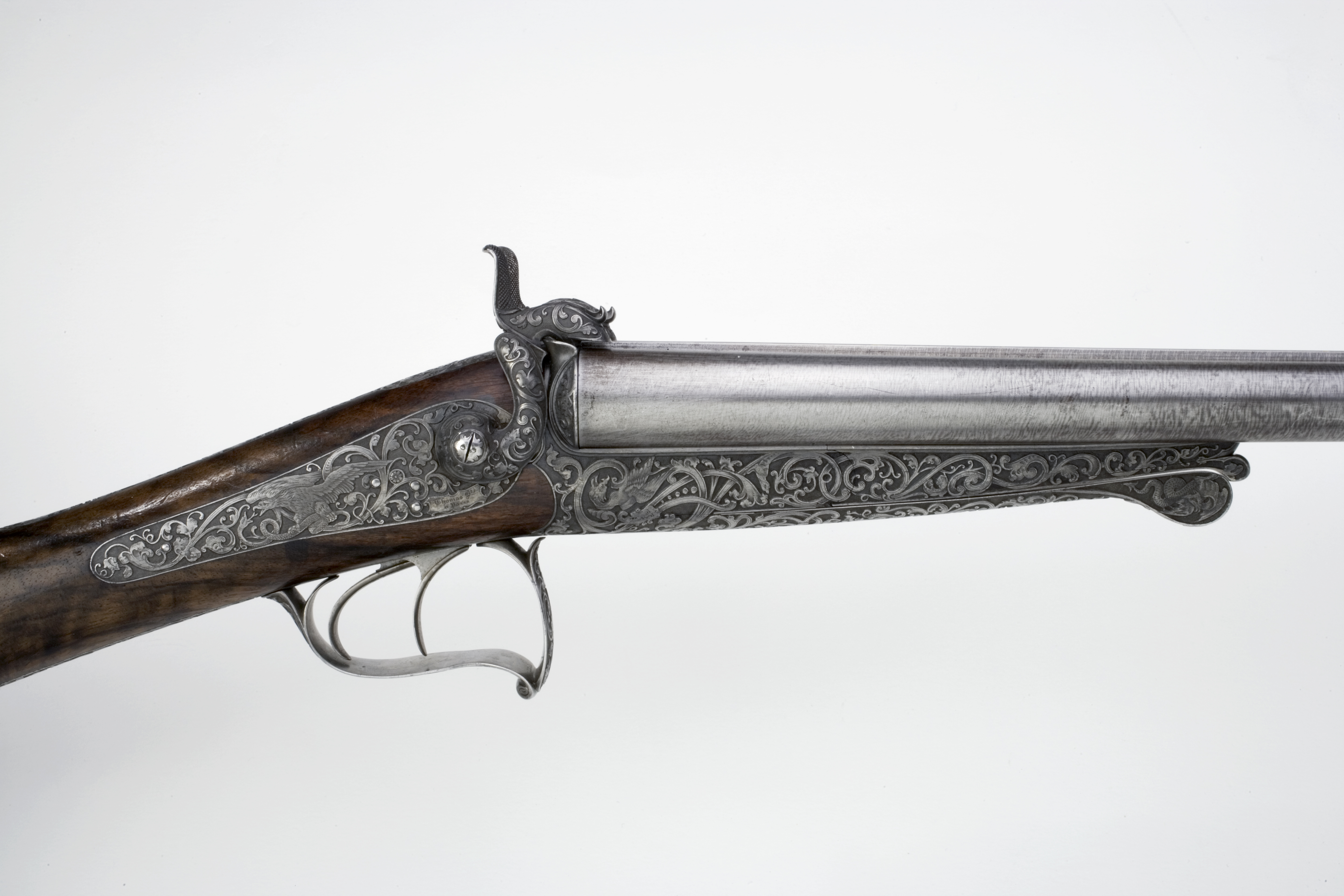